# Kelbrook
Kelbrook är en by i Lancashire i England. Byn är belägen 46,3 km 
från Lancaster. Orten har 624 invånare (2016).